# Danmarks runeindskrifter 127
DR 127 är en vikingatida (efter-Jelling) runsten av granit i Hobro, Hobro socken och Mariagerfjords kommun.

## Inskriften
Translitterering av runraden:
: þuriʀ : risþi : stin : þoasi : aufti : karl : hin : kuþoa : fʀlaka : sin : harþ¶a : kuþoan : trʀk :
Normalisering till rundanska:
Þoriʀ resþi sten þæssi æftiʀ Karl hin Goþa, felaga sin, harþa goþan dræng.
Översättning till nusvenska:
Tore reste denna sten efter Karl, sin bolagsman, en mycket duktig dräng.
Enligt Västergötlands runinskrifter stämmer inskriften överens med inskriften på runstenen Vg 112 från Ås kyrka. Troligtvis rör det sig om samma Tore och Karl men runstenarna är tillverkade av olika runristare.